# Nan-tó
A Nan-tó (), magyarul Déli-tó Csiahszing (Jiaxing) város mellett, a kelet-kínai Csöcsiang (Zhèjiāng) tartományban fekszik, területe 0,54 km². Alakjáról Mandarinréce-tónak is nevezik. Népszerű turisztikai célpont.
A tó mellett találhatók a 10. században épült „Köd és eső tornya” romjai. 1548-ban, a  Ming-dinasztia idején a tó közepén a vízi utakon kitermelt iszapból egy szigetet emeltek, és azon felépítették a torony mását. A későbbiekben a torony mellett létrehoztak egy hagyományos kínai kertet, ami nagy hírre tett szert. A Csing-dinasztia (Qing-dinasztia) idején a torony másolatát felépítették a császári csengtöi nyári rezidencia területén is.
A Kínai Kommunista Párt alapítói, Mao Ce-tung (Mao Zedong) és társai 1921-ben Sanghaj (Shanghai)ból ide jöttek megtartani első kongresszusukat. A párt megalapítását 1921. július 1-én egy, a tavon ringó turistacsónakon mondta ki a tizenkét küldött. A kommunista forradalom győzelme után a tó a mozgalom „szent helyévé” vált, az alapítókat hordozó turistacsónak másolata is megtekinthető.

## Fordítás
- Ez a szócikk részben vagy egészben  a   South Lake (Jiaxing) című angol Wikipédia-szócikk ezen változatának fordításán alapul.  Az eredeti cikk szerkesztőit annak laptörténete sorolja fel. Ez a jelzés csupán a megfogalmazás eredetét és a szerzői jogokat jelzi, nem szolgál a cikkben szereplő információk forrásmegjelöléseként.